# Paul Tonko

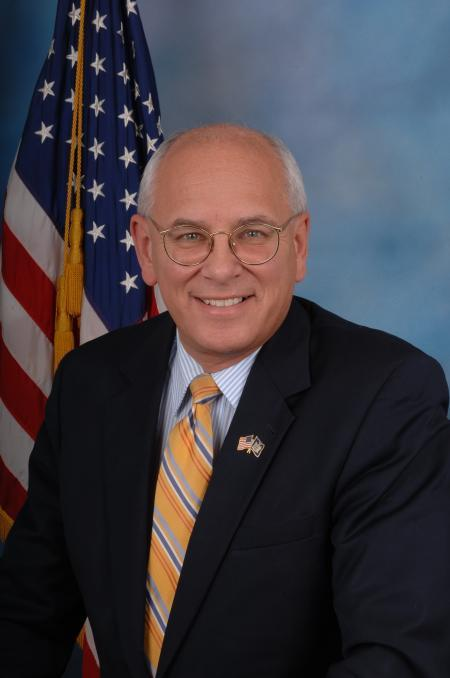
Paul Tonko

Paul David Tonko, född 18 juni 1949 i Amsterdam, New York, är en amerikansk demokratisk politiker. Han representerar delstaten New Yorks 21:a distrikt i USA:s representanthus sedan 2009.
Tonko utexaminerades 1971 från Clarkson University. Han var ledamot av New York State Assembly, underhuset i delstatens lagstiftande församling, 1983-2007.
Kongressledamoten Michael McNulty kandiderade inte till omval i kongressvalet 2008. Tonko vann valet och efterträdde McNulty i representanthuset i januari 2009.